# Unterweid
Unterweid är en ortsteil i staden Kaltennordheim i Landkreis Schmalkalden-Meiningen i förbundslandet Thüringen i Tyskland. Unterweid var en kommun fram till 1 januari 2019 när den uppgick i Kaltennordheim. Kommunen Unterweid hade 417 invånare 2018.